# Klavierkonzert (Vaughan Williams)
Das Klavierkonzert in C des englischen Komponisten Ralph Vaughan Williams (1872–1958) wurde 1933 mit Harriet Cohen als Solistin uraufgeführt. Es existiert auch eine spätere Fassung für 2 Klaviere.

## Entstehung, Uraufführung und Rezeption
Die ersten beiden Sätze seines Klavierkonzertes in C entwarf Vaughan Williams 1926. 1930/31, nach Vollendung seines Ballets Job, überarbeitete er sie und fügte einen Schlusssatz hinzu. Im Oktober 1931 sandte er das Werk an die Pianistin Harriet Cohen, der es auch gewidmet ist. Die Uraufführung des Klavierkonzertes fand am 1. Februar 1933 in London mit der Widmungsträgerin als Solistin und dem BBC Symphony Orchestra unter Leitung von Adrian Boult statt. Wenige Tage vor dem Konzert teilte Vaughan Williams Harriet Cohen mit, er habe Boult eine Carte blanche erteilt, die Instrumentation auszudünnen, falls er den Eindruck habe, es sei zu dick instrumentiert.
Das Uraufführungskonzert fand zwiespältige Aufnahme, insbesondere wegen des perkussiven Einsatzes des Klaviers und der eher schroffen Harmonik. Bei einer Folgeaufführung im Oktober 1933 unter Leitung von Hermann Scherchen in Straßburg traf es hingegen auf Bewunderung des Komponistenkollegen Béla Bartók.
Vaughan Williams revidierte das Finale nach der Uraufführung und strich unter anderem ein Zitat aus der 3. Sinfonie von Arnold Bax, das als Freundschaftssymbol gedacht war, aber für Irritationen gesorgt hatte. Gedruckt wurde das Klavierkonzert 1936. Auch auf Anregung von Boult hin erstellte Joseph Cooper 1946 in Zusammenarbeit mit dem Komponisten, der bei dieser Gelegenheit das Finale erneut revidierte (so endet das Konzert anstatt mit zehn Tuttischlägen nunmehr leise), eine Fassung für 2 Klavier und Orchester. In dieser Form erklang das Konzert erstmals am 22. November 1946 in London, gespielt vom London Philharmonic Orchestra unter Leitung von Adrian Boult mit den Solisten Cyril Smith und Phyllis Sellick.
Stand in den folgenden Jahrzehnten die Fassung für 2 Klaviere im Vordergrund, wird mittlerweile wieder die ursprüngliche Besetzung favorisiert.

## Besetzung und Spieldauer
Die Partitur sieht neben dem solistischen Klavier (bzw. 2 Klavieren) folgende Besetzung vor: 2 Flöten, 2 Oboen, 2 Klarinetten, 2 Fagotte, 4 Hörner, 2 Trompeten, 3 Posaunen, Tuba, Pauken, Schlagwerk (Triangel, Kleine Trommel, Becken, Große Trommel, Tamtam), Orgel (optional) und Streicher.
Die Aufführungsdauer beträgt etwa 27 Minuten.

## Charakterisierung und Satzfolge
Vaughan Williams behandelt das Klavier in den Ecksätzen über weite Passagen hinweg als Schlaginstrument, vergleichbar Werken von Paul Hindemith und Béla Bartók. Die herbe Harmonik des sehr dicht instrumentierten Werks steht dem Job und der 1931 bis 1934 entstandenen 4. Sinfonie nahe. Die drei Sätze gehen ohne Pause ineinander über:
- I Toccata: Allegro moderato - Largamente - Cadenza: Der kurze Satz kann strukturell als Sonatenform oder Sonaten-Rondo gedeutet werden. Das Hauptthema basiert auf aufsteigenden Quarten, gefolgt von einem eher volkstümlich-heiteren Thema. Eine Kadenz des Klaviers leitet über zum 2. Satz.

- II Romanza: Lento: Langsamer Satz mit Anklängen an den Impressionismus (Vaughan Williams hatte 1908 bei Maurice Ravel studiert), in dem Flöte, Oboe und Horn als Hauptbegleiter des hier wieder mehr konventionellen Klaviersatzes in Erscheinung treten.

- III Fuga Chromatica con Finale alla Tedesca: Der Satztitel verweist auf Beethovens Streichquartett op. 130 mit seinem 4. Satz „Alla danza tedesca“ samt der ursprünglich als Finale gedachten Großen Fuge. Die Fuge des Klavierkonzerts mündet in eine massive Stretta, wobei zusätzlich eine Orgel aufgeboten wird. Eine ausgedehnte Kadenz vermittelt zum walzerartigen Finale, das auf dem Material der Fuge basiert und gegen Ende auch Themen der ersten beiden Sätze wieder aufgreift.